# Le Kiosque des noctambules
Le Kiosque des noctambules est une œuvre d'art contemporain du plasticien français Jean-Michel Othoniel située dans le centre historique de Paris, en France. Installée en 2000 sur la place Colette, il s'agit d'une bouche de métro de la station Palais Royal - Musée du Louvre, formée d'un ensemble de sphères d'aluminium et de verre de Murano.

## Description
L'œuvre prend la forme d'une installation ayant la fonction d'une bouche de métro.
À l'extérieur, une résille métallique en aluminium formée d'anneaux liés les uns aux autres entoure l'escalier sur trois côtés (hormis celui qui permet de l'emprunter) ; elle est sertie de quelques anneaux de verre coloré. Six colonnes formées de sphères d'aluminium (trois de chaque côté de la bouche) supportent deux coupoles.
Ces coupoles sont composées d'un ensemble de perles géantes en verre de Murano (réalisées par la verrerie Salviati) qui semblent enfilées les unes après les autres pour former deux structures en forme de dôme. La coupole qui surplombe l'entrée de l'escalier est formée de perles aux tons chauds (jaune, blanc et rouge) et figure le jour ; l'autre possède des tons froids (bleu, blanc, jaune et violet) et figure la nuit. Chacune des coupoles est surmontée d'une petite sculpture d'un personnage en verre.
L'arrière de l'œuvre comporte un banc public, lui aussi construit en aluminium.
La partie intérieure de l'œuvre, située peu après la fin de l'escalier, contient deux vitrines encastrées dans le mur du métro. Elles contiennent des perles colorées ; l'une des vitrines possède des tons chauds, l'autre des tons froids, à l'instar des deux coupoles à l'extérieur. En outre, le carrelage du métro est peint, sur cette entrée, d'une couleur dorée ; il retrouve sa couleur blanche classique un peu plus loin.

## Localisation

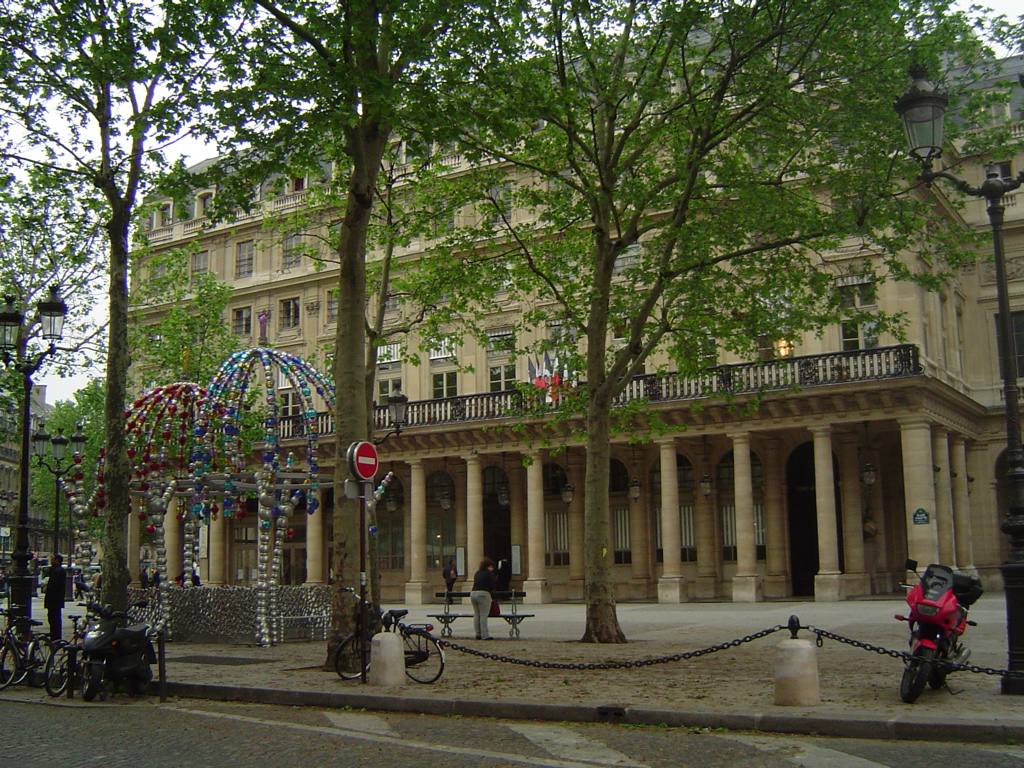
La place Colette et le bâtiment du Palais-Royal et de la Comédie-Française.

L'œuvre est installée sur la sortie de métro de la station Palais Royal - Musée du Louvre donnant sur la place Colette, devant le bâtiment du Palais-Royal et de la Comédie-Française, dans le 1er arrondissement.

## Commande
L'œuvre est commandée à Jean-Michel Othoniel pour le centenaire de la construction du métro de Paris, en 2000, installée la même année et inaugurée le 30 octobre.